# Christopher Atkins
Christopher Atkins Bomann (Rye, 21 febbraio 1961) è un attore statunitense.

## Biografia
Atkins nacque a Rye, New York, da Donald Bomann e Bitsy Nebauer. Mentre frequentava la Denison University, Atkins era un bagnino ed istruttore di vela, quando un amico lo convinse a partecipare ai provini di Laguna blu. Fu scelto tra circa 4 000 aspiranti al ruolo, senza che avesse mai manifestato prima l'intenzione di fare l'attore. Ha origini tedesche.
Atkins iniziò a lavorare come attore all'età di diciannove anni, ed ebbe subito un successo travolgente. Il film d'avventura Laguna blu, in cui recitava insieme alla giovanissima Brooke Shields, uscì nelle sale nel 1980 e fu un enorme successo di botteghino. Il film costò infatti 4,5 milioni di dollari, incassandone 58. Laguna blu rimane un classico tra i film romantici e d'avventura. Il suo ruolo gli diede occasione di mostrare la sua abilità nel nuoto e, con la sua bellezza e la sua nudità integrale, innocente, diventò subito un autentico idolo adolescenziale. Dopo il successo del film, Atkins veniva riconosciuto e braccato ovunque. Le sue fan gli strappavano letteralmente i vestiti di dosso.
Divenne una star assumendo il ruolo di Frederic in Il film pirata (1982), una rivisitazione dell'operetta The Pirates of Penzance. Raggiunse la posizione 71 nella classifica dei singoli Billboard Hot 100 con la canzone How Can I Live Without Her?, che figura nella colonna sonora de The Pirate Movie. Il film è diventato un cult. Famoso per il suo aspetto da ragazzo della porta accanto, Atkins ebbe una schiera di fan di tutte le età che adoravano vederlo sugli schermi. Anche se puntando sul suo aspetto atletico gli offrivano sempre gli stessi ruoli, Atkins non deluse mai le fans e compare a torso nudo in quasi tutte le sue apparizioni cinematografiche e televisive.
In Nudi in paradiso (1983), in cui recita anche Lesley Ann Warren, Atkins interpreta Rick Monroe, uno studente schietto e molto sicuro di sé che si paga l'università lavorando come spogliarellista. Nella stagione televisiva 1983-1984 Atkins apparve spesso nella soap opera di successo Dallas, nel ruolo di "Peter Richards", un ragazzo che aveva una relazione con Sue Ellen Ewing, una delle protagoniste della serie. Atkins è stato il ragazzo copertina di numerosissime riviste per adolescenti ed è stato testimonial in diversi spot pubblicitari di grossi marchi commerciali come Coca-Cola e Adidas, che sfruttavano la sua immagine di bel ragazzo.
Nel 1983 ottenne il Razzie Awards quale peggiore attore dell'anno per la sua interpretazione in Nudi in paradiso, ripetendo il successo nel 1989 quale peggior attore non protagonista in Parlami di te. Dopo l'enorme successo commerciale e personale di Laguna Blu, l'attore ha inanellato diversi flop al botteghino. Nel 1983 ha così accettato un ruolo ricorrente nella serie tv Dallas, interpretando il giovane interesse amoroso di Sue Ellen Ewing.
Nel film Laguna blu Christopher Atkins apparve seminudo in tutte le scene, e in alcune completamente senza veli, mostrandosi nudo. I nudi frontali maschili all'epoca non erano frequenti sul grande schermo, e quel film, insieme all'apparizione di Richard Gere in American Gigolò contribuì finalmente alla caduta di quel tabù, che era il nudo maschile nei lungometraggi. Atkins dichiarò già dai tempi di Laguna blu di amare la nudità; infatti anche in Nudi in paradiso deliziò un nugolo di donne entusiaste e dalle mani lunghe con uno spogliarello in mezzo a loro, mentre in un'altra scena del film si abbassa i pantaloni offrendo la vista del suo pene. In Dallas appariva spesso in slip striminziti utilizzati come costume da bagno nella piscina del ranch di Sue Ellen. Posò nudo per Playgirl due volte nel 1983, e la rivista vendette il massimo delle copie, con l'attore all'apice della bellezza e el sex appeal. Molti anni dopo, sulla quarantina, l'attore prestò nuovamente il suo nudo corpo per un servizio fotografico, questa volta d'autore, apparendo sempre in gran forma, ma non destando più né particolare interesse né scalpore.
Dagli anni novanta inizia a lavorare a progetti realizzati per il passaggio sui grandi Network o sulla televisione via cavo, come Fatal Charms, Project Shadowchaser III e Angel Flight Dawn. Recenti realizzazioni includono Caved In, Spiritual Warriors, 13th Child, The Employee of the Month, Tequila Express, Quigley e True Legends of the West. Si presta inoltre a dei ruoli comici in titoli come Mortuary Academy (1988), Shoot (1992) si ricongiunge inoltre con Brooke Shield nel suo programma Suddenly Susan nel ruolo di un giornalista disinteressato a lei.

### Vita privata
Il 25 maggio 1985 si è sposato con Lyn Barron, dalla quale ha avuto due figli: Grant, nato nel 1985 e Brittney, nata nel 1987. La coppia ha poi divorziato nel 2007.

## Filmografia

### Cinema
- Laguna blu (The Blue Lagoon), regia di Randal Kleiser (1980)
- Il film pirata (The Pirate Movie), regia di Ken Annakin (1982)
- Nudi in paradiso (A Night in Heaven), regia di John G. Avildsen (1983)
- Uccelli 2 - La paura (El Ataque de los pájaros), regia di René Cardona Jr. (1987)
- Accademia mortuaria (Mortuary Academy), regia di Michael Schroeder (1988)
- Doppia verità (Listen to Me), regia di Douglas Day Stewart (1989)
- Shakma - La scimmia che uccide (Shakma), regia di Tom Logan e Hugh Parks (1990)
- Wet and Wild Summer!, regia di Maurice Murphy (1992)
- Die Watching, regia di Charles Davis (1993)
- Dracula: il risveglio (Dracula Rising), regia di Fred Gallo (1993)
- Spara che ti passa (¡Dispara!), regia di Carlos Saura (1993)
- Shoot, regia di Tom Logan (1993)
- Trigger Fast, regia di David Lister (1994)
- Signal One, regia di Rob Stewart (1994)
- Veloci come il baleno (Smoke n Lightnin), regia di Alan Smithee (1995)
- Terrore sull'astronave (Project Shadowchaser III), regia di John Eyres (1995)
- Un party per Nick (It's My Party), regia di Randal Kleiser (1996)
- Mutual Needs, regia di Robert Angelo (1997)
- Lima: Breaking the Silence, regia di Menahem Golan (1999)
- Deadly Delusions, regia di Mitchel Matovich (1999)
- Stageghost, regia di Stephen Furst (2000)
- Civility, regia di Caesar Cavaricci (2000)
- Title to Murder, regia di Stephen Furst (2001)
- The Little Unicorn, regia di Paul Matthews (2002)
- Tequila Express, regia di David Starr (2002)
- The Color of Water, regia di Reebie Sullivan (2002)
- The Stoneman, regia di Ewing Miles Brown (2002)
- The Employee of the Month, regia di Jesse Bean (2002)
- 13th Child, regia di Thomas Ashley e Steven Stockage (2002)
- True Legends of the West, regia di Bill McNally (2003)
- Quigley, regia di William Byron Hillman (2003)
- Strike Force (The Librarians), regia di Mike Kirton (2003)
- Payback, regia di Winston W. Champ (2006)
- Spiritual Warriors, regia di David Raynr (2007)
- Chinaman's Chance, regia di Aki Aleong (2008)
- Forget Me Not, regia di Tyler Oliver (2009)
- The Unlikely's, regia di Nick G. Miller (2011)

### Televisione
- Le strade di San Francisco (The Streets of San Francisco) - serie TV, episodio 5x17 (1972)
- Child Bride of Short Creek, regia di Robert Michael Lewis - film TV (1981)
- Dallas - serie TV, 27 episodi (1983-1984)
- Secret Weapons, regia di Don Taylor - film TV (1985)
- Hotel - serie TV, episodio 3x07 (1983)
- Seduzione omicida (Fatal Charm), regia di Fritz Kiersch e Alan Smithee - film TV (1990)
- Extralarge: Miami Killer, regia di Enzo G. Castellari - film TV (1991)
- King's Ransom, regia di Tom Logan e Hugh Parks - direct-to-VHS (1991)
- Guns of Honor, regia di Peter Edwards - film TV (1994)
- Red Shoe Diaries - serie TV, episodio 3x09 (1994)
- Bandit - Un tranquillo weekend in campagna (Bandit: Bandit Goes Country), regia di Hal Needham - film TV (1994)
- Red Shoe Diaries 13: Four on the Floor, regia di Rafael Eisenman e Zalman King - direct-to-VHS (1996)
- Dead Man's Island, regia di Peter H. Hunt - film TV (1996)
- Sopravvissuti (Angel Flight Down), regia di Charles Wilkinson - film TV (1996)
- Due poliziotti a Palm Beach (Silk Stalkings) - serie TV, episodio 6x02 (1996)
- Susan (Suddenly Susan) - serie TV, episodio 3x15 (1999)
- Dark Realm - serie TV, episodio 1x11 (2000)
- Il mistero della miniera di smeraldi (Caved In), regia di Richard Pepin - film TV (2006)
- 100 Million BC, regia di Griff Furst - direct-to-VHS (2008)
- Laguna blu - Il risveglio (Blue Lagoon: The Awakening), regia di Mikael Salomon – film TV (2012)
- serie Defrost 'Defrost', nel ruolo di George Michael Garrison, per 11 episodi (2019)

## Doppiatori italiani
- Gianluca Tusco in Laguna blu
- Giorgio Locuratolo in Laguna blu - Il risveglio
- Mimmo Strati in 100 Million BC